# Abborrtjärnarna (Ore socken, Dalarna)
Abborrtjärnarna är en sjö i Rättviks kommun i Dalarna och ingår i Dalälvens huvudavrinningsområde. Sjön har en area på 0,0571 kvadratkilometer och ligger 287,3 meter över havet.

## Delavrinningsområde
Abborrtjärnarna ingår i det delavrinningsområde (679953-146606) som SMHI kallar för Inloppet i Flodsjöarna H 269. Medelhöjden är 338 meter över havet och ytan är 10,08 kvadratkilometer. Det finns ett avrinningsområde uppströms, och räknas det in blir den ackumulerade arean 26,17 kvadratkilometer. Djurån som avvattnar avrinningsområdet har biflödesordning 3, vilket innebär att vattnet flödar genom totalt 3 vattendrag innan det når havet efter 387 kilometer. Avrinningsområdet består mestadels av skog (70 procent). Avrinningsområdet har 0,32 kvadratkilometer vattenytor vilket ger det en sjöprocent på 3,2 procent.